# 戸松秀典
戸松 秀典（とまつ ひでのり、1941年4月16日 - ）は、日本の法学者。専門は憲法。学習院大学名誉教授。元旧司法試験第二次試験考査委員。元弁護士（渡部晃法律事務所）。法制審議会委員。法学博士（東京大学・課程博士・1976年）。憲法訴訟、アメリカ憲法を中心に研究する。瑞宝中綬章受章。芦部信喜門下。

## 人物
愛知県出身。伊藤正己が『憲法』の執筆途中で最高裁判事に就任したため、残りのかなりの部分を戸松が執筆した。
2014年1月31日、憲法学研究に専念するため弁護士登録を取り消した。

## 略歴
- 愛知県立岡崎高等学校卒業
- 1966年3月 東京大学法学部私法コース卒業
- 1968年3月 東京大学法学部政治コース卒業
- 1976年3月 東京大学大学院法学政治学研究科博士課程修了。法学博士
- 成城大学法学部助教授
- 1993年 学習院大学法学部教授
- 2004年 学習院大学大学院法務研究科長（2007年3月まで）
- 2012年 学習院大学退職、同名誉教授
- 2019年 瑞宝中綬章受章[2][3]

## 社会的活動
- 日本公法学会理事（1989年 - ）
- 日米法学会理事（1999年 - ）
- 新司法試験実施に係る研究調査会委員
- 最高裁判所一般規則制定諮問委員会委員
- 下級裁判所裁判官指名諮問委員会委員

## 主要著書・編著
- 『プレップ憲法（第4版）』（弘文堂、2016年）
- 『憲法（初版）』（有斐閣、2015年）
- 『プレップ憲法訴訟（初版）』（弘文堂、2011年）
- 『憲法訴訟（第2版）』（有斐閣、2008年）
- 『憲法判例（第7版）』（初宿正典と共編著）（有斐閣、2014年）
- 『注釈憲法(1)』（共著）（有斐閣、2000年）
- 『論点体系 判例憲法1～3 ～裁判に憲法を活かすために～』（今井功と共編著）（第一法規、2013年）